# Palestinska myndighetens guvernement

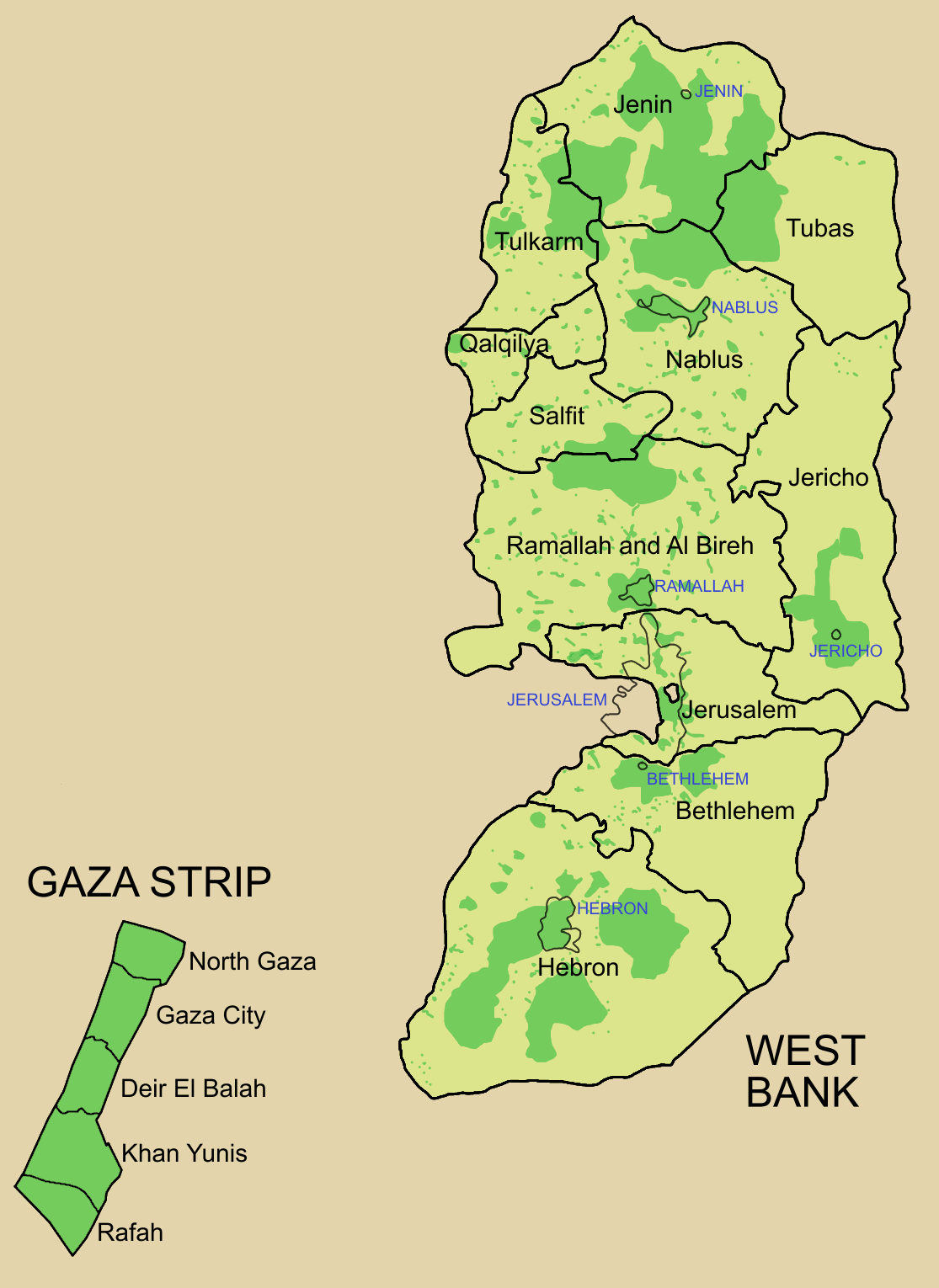
Palestinska myndighetens guvernement

Palestinska myndighetens guvernement tillkom efter Osloavtalet då de av Israel kontrollerade områdena Västbanken och Gazaremsan delades in i tre regioner och 16 guvernementer som lyder under Palestinska myndigheten.
| Name       | Folkmängd (2007) | Area (km2) | Befolkningstäthet |
| ---------- | ---------------- | ---------- | ----------------- |
| Västbanken | 2 790 300        | 5 671      | 493,42            |
| Gazaremsan | 1 760 000        | 360        | 4 821,92          |
| Total      | 4 550 400        | 6 020      | 755,88            |

## Västbanken

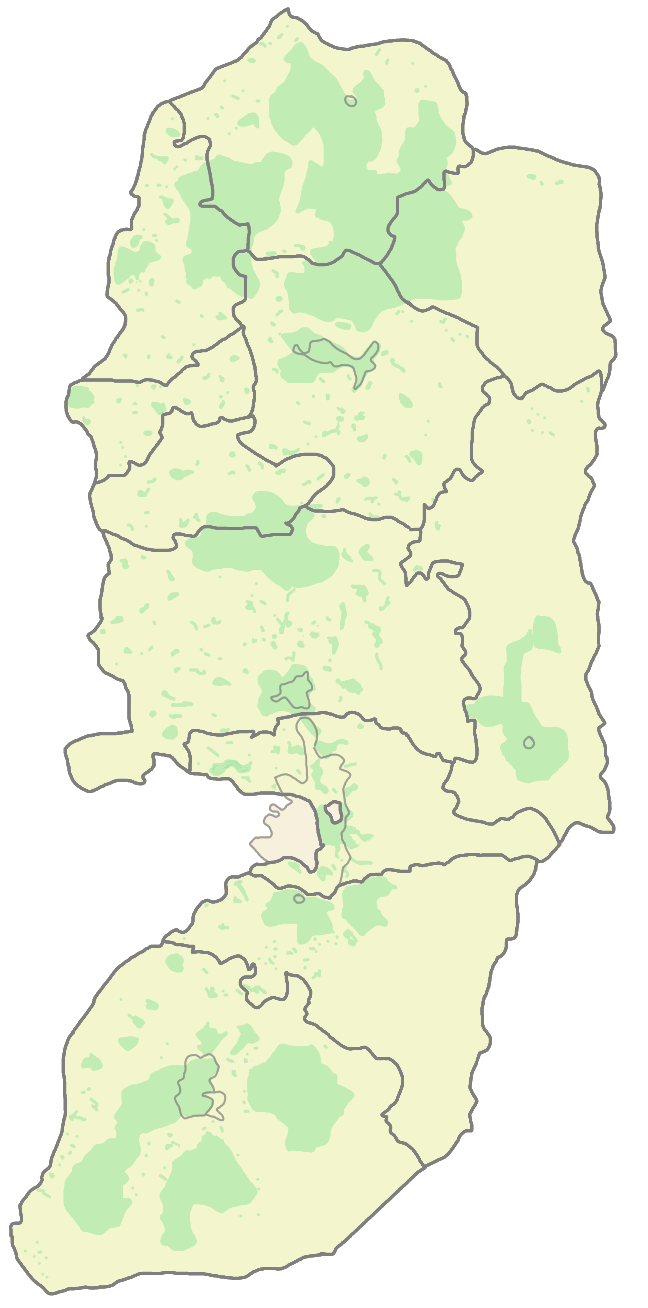
Västbankens guvernement

| guvernement                                                                                               | Folkmängd | Area (km2) |
| --- | --------- | ---------- |
| Jenins guvernement                                                                                        | 256 212   | 583        |
| Tubas guvernement                                                                                         | 48 771    | 372        |
| Tulkarms guvernement                                                                                      | 158 213   | 239        |
| Nablus guvernement                                                                                        | 321 493   | 592        |
| Qalqilyas guvernement                                                                                     | 91 046    | 164        |
| Salfits guvernement                                                                                       | 59 464    | 191        |
| Ramallah och Al-Birahs guvernement                                                                        | 278 018   | 844        |
| Jerikos guvernement                                                                                       | 41 724    | 608        |
| Jerusalems guvernement (inklusive det av Israel annekterade östra Jerusalem med israeliskt medborgarskap) | 362 521   | 344        |
| Bethlehems guvernement                                                                                    | 176 515   | 644        |
| Hebrons guvernement                                                                                       | 551 129   | 1 060      |
| Total | 2 345 107 | 5 671      |

## Gazaremsan

Gazaremsans guvernement

| guvernement                | Folkmängd | Area (km2) |
| -------------------------- | --------- | ---------- |
| Norra Gazas guvernement    | 270 245   | 61         |
| Gazas guvernement          | 496 410   | 70         |
| Dayr al-Balahs guvernement | 205 534   | 56         |
| Khan Yunis guvernement     | 270 979   | 108        |
| Rafahs guvernement         | 173 371   | 65         |
| Total                      | 1 416 539 | 360        |